# スラナン語
スラナン語（スラナンご、Sranan Tongo "Surinamese tongue"）とは、スリナム共和国で話されている言語である。スリナム語、タキタキ語とも。
歴史としては、オランダが植民地支配をした17世紀から始まる。英語系のクレオール言語で母語としている人は40万人存在する。スラナン語の源流としてはオランダ語を母体にジャワ語とヒンドゥスターニー語と中国語の話者が混淆した結果出来たものが挙げられる。